# Населення Північної Македонії
Населення Північної Македонії. Чисельність населення країни 2015 року становила 2,096 млн осіб (146-те місце у світі). Чисельність македонців стабільно збільшується, народжуваність 2015 року становила 11,55 ‰ (170-те місце у світі), смертність — 9,08 ‰ (67-ме місце у світі), природний приріст — 0,2 % (184-те місце у світі) . 

## Природний рух

### Відтворення
Народжуваність у Північній Македонії, станом на 2015 рік, дорівнює 11,55 ‰ (170-те місце у світі). Коефіцієнт потенційної народжуваності 2015 року становив 1,6 дитини на одну жінку (180-те місце у світі). Рівень застосування контрацепції 40,2 % (станом на 2011 рік). Середній вік матері при народженні першої дитини становив 26,2 року (оцінка на 2011 рік).
Смертність у Північній Македонії 2015 року становила 9,08 ‰ (67-ме місце у світі).
Природний приріст населення в країні 2015 року становив 0,2 % (184-те місце у світі).
Природний рух населення Північної Македонії в 1947—2012 роках
| Рік  | Чисельність населення (тис. осіб) | Живих народжень | Смертей | Природний приріст | Народжуваність (‰) | Смертність (‰) | Природний приріст (‰) | Фертильність |
| ---- | --------------------------------- | --------------- | ------- | ----------------- | ------------------ | -------------- | --------------------- | ------------ |
| 1947 | 1 134                             | 40 000          | 17 400  | 22 600            | 35,3               | 15,3           | 19,9                  |              |
| 1948 | 1 162                             | 42 900          | 18 600  | 24 300            | 36,9               | 16,0           | 20,9                  |              |
| 1949 | 1 192                             | 46 400          | 18 900  | 27 500            | 38,9               | 15,9           | 23,1                  |              |
| 1950 | 1 230                             | 49 560          | 18 023  | 31 537            | 40,3               | 14,7           | 25,6                  |              |
| 1951 | 1 267                             | 45 329          | 20 747  | 24 582            | 35,8               | 16,4           | 19,4                  |              |
| 1952 | 1 298                             | 51 054          | 17 978  | 33 076            | 39,3               | 13,9           | 25,5                  |              |
| 1953 | 1 322                             | 49 665          | 19 312  | 30 353            | 37,6               | 14,6           | 23,0                  |              |
| 1954 | 1 341                             | 50 984          | 16 722  | 34 262            | 38,0               | 12,5           | 25,5                  |              |
| 1955 | 1 354                             | 49 093          | 17 919  | 31 174            | 36,3               | 13,2           | 23,0                  |              |
| 1956 | 1 363                             | 47 486          | 15 386  | 32 100            | 34,8               | 11,3           | 23,6                  |              |
| 1957 | 1 370                             | 46 107          | 17 341  | 28 766            | 33,7               | 12,7           | 21,0                  |              |
| 1958 | 1 375                             | 44 619          | 13 917  | 30 702            | 32,5               | 10,1           | 22,3                  |              |
| 1959 | 1 382                             | 44 638          | 14 998  | 29 640            | 32,3               | 10,9           | 21,4                  |              |
| 1960 | 1 392                             | 44 059          | 14 007  | 30 052            | 31,7               | 10,1           | 21,6                  | 4,11         |
| 1961 | 1 405                             | 42 182          | 13 141  | 29 041            | 30,0               | 9,4            | 20,7                  | 3,86         |
| 1962 | 1 423                             | 40 615          | 16 155  | 24 460            | 28,5               | 11,4           | 17,2                  | 3,68         |
| 1963 | 1 442                             | 41 284          | 13 229  | 28 055            | 28,6               | 9,2            | 19,5                  | 3,71         |
| 1964 | 1 462                             | 42 897          | 13 286  | 29 611            | 29,3               | 9,1            | 20,3                  | 3,81         |
| 1965 | 1 481                             | 42 433          | 12 758  | 29 675            | 28,7               | 8,6            | 20,0                  | 3,73         |
| 1966 | 1 499                             | 41 434          | 12 307  | 29 127            | 27,6               | 8,2            | 19,4                  | 3,60         |
| 1967 | 1 516                             | 40 763          | 12 523  | 28 240            | 26,9               | 8,3            | 18,6                  | 3,49         |
| 1968 | 1 532                             | 40 123          | 12 461  | 27 662            | 26,2               | 8,1            | 18,1                  | 3,38         |
| 1969 | 1 550                             | 40 342          | 13 112  | 27 230            | 26,0               | 8,5            | 17,6                  | 3,33         |
| 1970 | 1 568                             | 37 862          | 12 430  | 25 432            | 24,1               | 7,9            | 16,2                  | 3,09         |
| 1971 | 1 587                             | 37 904          | 12 447  | 25 457            | 23,9               | 7,8            | 16,0                  | 3,02         |
| 1972 | 1 608                             | 38 187          | 13 096  | 25 091            | 23,7               | 8,1            | 15,6                  | 2,96         |
| 1973 | 1 629                             | 37 478          | 12 217  | 25 261            | 23,0               | 7,5            | 15,5                  | 2,82         |
| 1974 | 1 652                             | 38 382          | 12 143  | 26 239            | 23,2               | 7,4            | 15,9                  | 2,81         |
| 1975 | 1 676                             | 39 579          | 12 629  | 26 950            | 23,6               | 7,5            | 16,1                  | 2,87         |
| 1976 | 1 701                             | 39 809          | 12 377  | 27 432            | 23,4               | 7,3            | 16,1                  | 2,80         |
| 1977 | 1 728                             | 38 932          | 12 899  | 26 033            | 22,5               | 7,5            | 15,1                  | 2,64         |
| 1978 | 1 754                             | 38 790          | 12 577  | 26 213            | 22,1               | 7,2            | 14,9                  | 2,58         |
| 1979 | 1 777                             | 39 407          | 12 653  | 26 754            | 22,2               | 7,1            | 15,1                  | 2,48         |
| 1980 | 1 795                             | 39 784          | 13 534  | 26 250            | 22,2               | 7,5            | 14,6                  | 2,59         |
| 1981 | 1 806                             | 39 488          | 13 378  | 26 110            | 21,9               | 7,4            | 14,5                  | 2,67         |
| 1982 | 1 812                             | 39 789          | 13 502  | 26 287            | 22,0               | 7,5            | 14,5                  | 2,64         |
| 1983 | 1 816                             | 39 210          | 14 391  | 24 819            | 21,6               | 7,9            | 13,7                  | 2,51         |
| 1984 | 1 820                             | 38 861          | 14 066  | 24 795            | 21,4               | 7,7            | 13,6                  | 2,47         |
| 1985 | 1 828                             | 38 722          | 14 408  | 24 314            | 21,2               | 7,9            | 13,3                  | 2,51         |
| 1986 | 1 841                             | 38 234          | 14 438  | 23 796            | 20,8               | 7,8            | 12,9                  | 2,49         |
| 1987 | 1 857                             | 38 572          | 14 644  | 23 928            | 20,8               | 7,9            | 12,9                  | 2,45         |
| 1988 | 1 875                             | 37 879          | 14 565  | 23 314            | 20,2               | 7,8            | 12,4                  | 2,43         |
| 1989 | 1 893                             | 35 927          | 14 592  | 21 335            | 19,0               | 7,7            | 11,3                  | 2,30         |
| 1990 | 1 909                             | 35 401          | 14 643  | 20 758            | 18,5               | 7,7            | 10,9                  | 2,20         |
| 1991 | 1 923                             | 34 830          | 14 789  | 20 041            | 18,1               | 7,7            | 10,4                  | 2,17         |
| 1992 | 1 934                             | 33 238          | 16 022  | 17 216            | 17,2               | 8,3            | 8,9                   | 2,11         |
| 1993 | 1 944                             | 32 374          | 15 591  | 16 783            | 16,7               | 8,0            | 8,6                   | 2,15         |
| 1994 | 1 954                             | 33 487          | 15 771  | 17 716            | 17,1               | 8,1            | 9,1                   | 2,22         |
| 1995 | 1 963                             | 32 154          | 16 338  | 15 816            | 16,4               | 8,3            | 8,1                   | 2,13         |
| 1996 | 1 974                             | 31 403          | 16 063  | 15 340            | 15,9               | 8,1            | 7,8                   | 2,06         |
| 1997 | 1 984                             | 29 478          | 16 596  | 12 882            | 14,9               | 8,4            | 6,5                   | 1,94         |
| 1998 | 1 994                             | 29 244          | 16 870  | 12 374            | 14,7               | 8,5            | 6,2                   | 1,90         |
| 1999 | 2 004                             | 27 309          | 16 789  | 10 520            | 13,6               | 8,4            | 5,2                   | 1,77         |
| 2000 | 2 012                             | 29 308          | 17 253  | 12 055            | 14,6               | 8,6            | 6,0                   | 1,89         |
| 2001 | 2 018                             | 27 010          | 16 919  | 10 091            | 13,4               | 8,4            | 5,0                   | 1,74         |
| 2002 | 2 024                             | 27 761          | 17 962  | 9 799             | 13,7               | 8,9            | 4,8                   | 1,80         |
| 2003 | 2 028                             | 27 011          | 18 006  | 9 005             | 13,3               | 8,9            | 4,4                   | 1,77         |
| 2004 | 2 032                             | 23 361          | 17 944  | 5 417             | 11,5               | 8,8            | 2,7                   | 1,52         |
| 2005 | 2 037                             | 22 482          | 18 406  | 4 076             | 11,0               | 9,0            | 2,0                   | 1,43         |
| 2006 | 2 040                             | 22 585          | 18 630  | 3 955             | 11,1               | 9,1            | 1,9                   | 1,45         |
| 2007 | 2 044                             | 22 688          | 19 594  | 3 094             | 11,1               | 9,6            | 1,5                   | 1,46         |
| 2008 | 2 047                             | 22 945          | 18 982  | 3 963             | 11,2               | 9,3            | 1,9                   | 1,47         |
| 2009 | 2 051                             | 23 684          | 19 060  | 4 624             | 11,5               | 9,3            | 2,3                   | 1,52         |
| 2010 | 2 057                             | 24 296          | 19 148  | 5 148             | 11,9               | 9,3            | 2,6                   | 1,55         |
| 2011 | 2 061                             | 22 770          | 19 465  | 3 305             | 11,1               | 9,5            | 1,6                   | 1,46         |
| 2012 | 2 062                             | 23 568          | 20 134  | 3 434             | 11,4               | 9,8            | 1,7                   | 1,51         |
| 2013 | 2 064                             | 23 138          | 19 208  | 3 930             | 11,2               | 9,3            | 1,9                   | 1,48         |
| 2014 | 2 068                             | 23 674          | 19 682  | 3 992             | 11,4               | 9,5            | 1,9                   | 1,52         |
| 2015 | 2 071                             | 23 106          | 20 408  | 2 698             | 11,1               | 9,8            | 1,3                   | 1,48         |

### Вікова структура

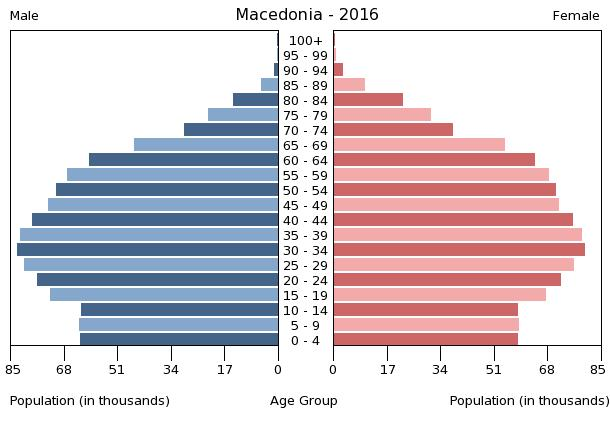
Віково-статева піраміда населення Північної Македонії, 2016 рік

Середній вік населення Північної Македонії становить 37,5 року (65-те місце у світі): для чоловіків — 36,4, для жінок — 38,6 року. Очікувана середня тривалість життя 2015 року становила 76,02 року (90-те місце у світі), для чоловіків — 73,44 року, для жінок — 78,79 року.
Вікова структура населення Македонії, станом на 2015 рік, має такий вигляд:
- діти віком до 14 років — 17,48 % (189 719 чоловіків, 176 751 жінка);
- молодь віком 15—24 роки — 13,88 % (150 048 чоловіків, 140 834 жінки);
- дорослі віком 25—54 роки — 43,69 % (464 811 чоловіків, 450 914 жінок);
- особи передпохилого віку (55—64 роки) — 12,21 % (125 327 чоловіків, 130 617 жінок);
- особи похилого віку (65 років і старіші) — 12,74 % (114 357 чоловіків, 152 637 жінок)[1].

### Шлюбність— розлучуваність
Коефіцієнт шлюбності, тобто кількість шлюбів на 1 тис. осіб за календарний рік, дорівнює 7,2; коефіцієнт розлучуваності — 0,8; індекс розлучуваності, тобто відношення шлюбів до розлучень за календарний рік — 11 (дані за 2011 рік). Середній вік, коли чоловіки беруть перший шлюб, дорівнює 28,6 року, жінки — 25,8 року, загалом — 27,2 року (дані за 2014 рік).

## Розселення
Густота населення країни 2015 року становила 82,4 особи/км² (125-те місце у світі). Населення країни розподілене досить рівномірно, утворені міські райони приваблюють для проживання значну частину населення.

### Урбанізація
Північна Македонія високоурбанізована країна. Рівень урбанізованості становить 57,1 % населення країни (станом на 2015 рік), темпи зростання частки міського населення — 0,11 % (оцінка тренду за 2010—2015 роки).
Головні міста держави: Скоп'є (столиця) — 503,0 тис. осіб (дані за 2015 рік).

### Міграції
Річний рівень еміграції 2015 року становив 0,48 ‰ (135-те місце у світі). Цей показник не враховує різниці між законними і незаконними мігрантами, між біженцями, трудовими мігрантами та іншими.

#### Біженці й вимушені переселенці
Станом на 2016 рік, до країни прибуло 477,9 тис. біженців з Сирії.
У країні мешкає 667 осіб без громадянства.
Північна Македонія є членом Міжнародної організації з міграції (IOM).

## Расово-етнічний склад
| Етнічний склад (2002 рік) | Етнічний склад (2002 рік) | Етнічний склад (2002 рік) | Етнічний склад (2002 рік) | Етнічний склад (2002 рік) |
| ------------------------- | ------------------------- | ------------------------- | ------------------------- | ------------------------- |
| Етнос:                    |                           |                           | Відсоток:                 |                           |
| македонці                 | македонці                 |                           | 64.2%                     | 64.2%                     |
| албанці                   | албанці                   |                           | 25.2%                     | 25.2%                     |
| турки                     | турки                     |                           | 3.9%                      | 3.9%                      |
| цигани                    | цигани                    |                           | 2.7%                      | 2.7%                      |
| серби                     | серби                     |                           | 1.8%                      | 1.8%                      |
| інші                      | інші                      |                           | 2.2%                      | 2.2%                      |

Головні етноси країни: македонці — 64,2 % (1,3 млн осіб), албанці — 25,2 % (509 тис. осіб), турки — 3,9 % (77,9 тис. осіб), цигани — 2,7 % (53,9 тис. осіб), серби — 1,8 % (35,9 тис. осіб), боснійці — 0,84 % (17 тис. осіб), аромуни — 0,48 % (9,7 тис. осіб), інші — 1,04 % (21 тис. осіб) (оціночні дані за 2002 рік).
Македонці — південнослов'янський народ, що виник в результаті асиміляції стародавнього населення Балканського півострова (античні македонці, іллірійці, фракійці тощо) південними слов'янами.

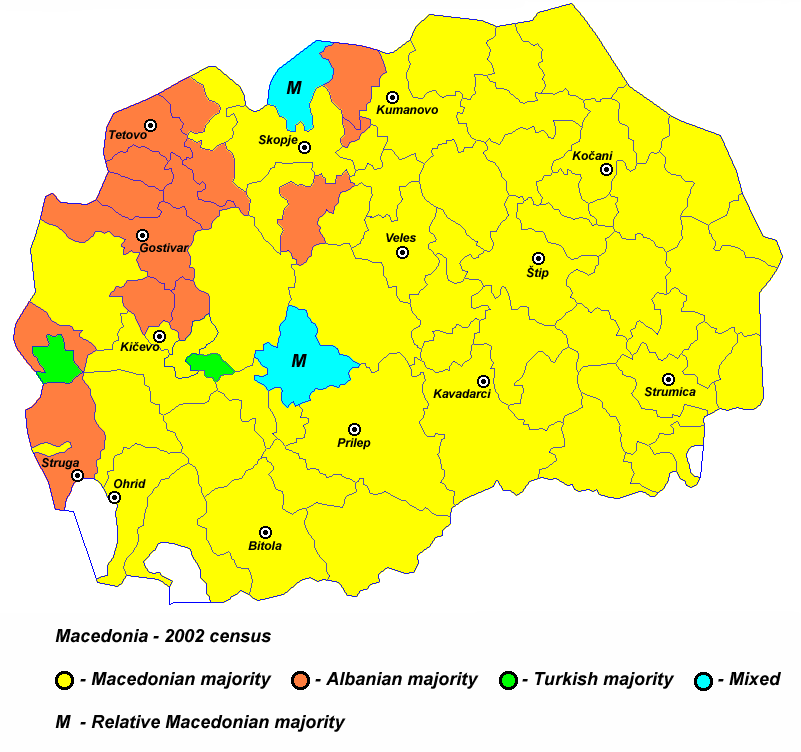
Етнічні меншини, 2002 рік
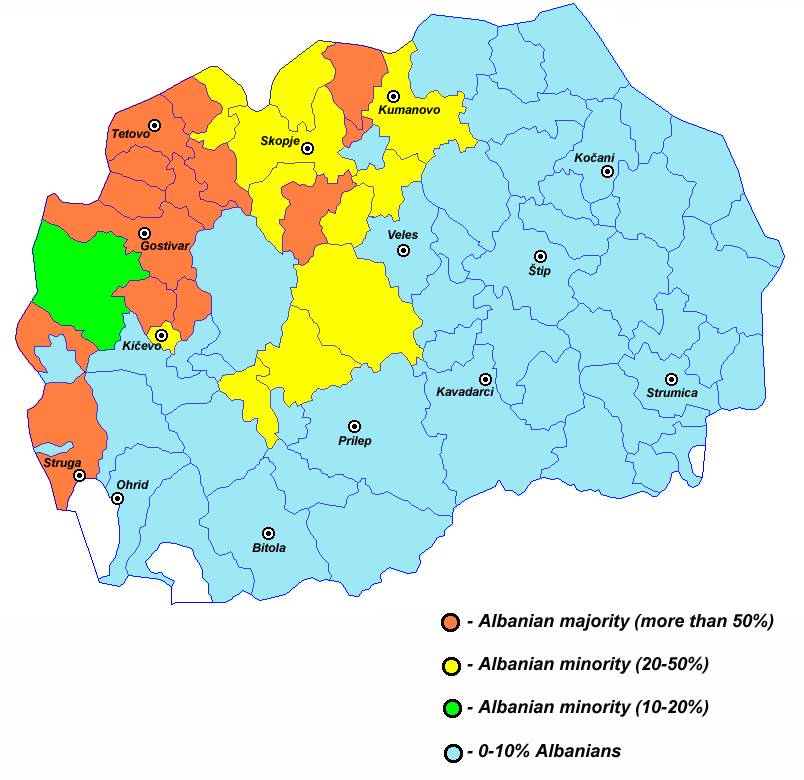
Розселення албанців, 2002 рік

Особливістю демографічної ситуації в Македонії є перевищення народжуваності албанської частини населення над слов'янською, що характерно взагалі для мусульманських меншин у багатьох державах світу. Однак в останні роки народжуваність албанців падає більш швидкими темпами: у 2005 кількість породіль-албанок становило 30,8 % загального числа жінок, що народили дітей, тоді як в 2001 даний показник сягав майже 40 %.

## Мови
| Мови Північної Македонії (2002 рік) | Мови Північної Македонії (2002 рік) | Мови Північної Македонії (2002 рік) | Мови Північної Македонії (2002 рік) | Мови Північної Македонії (2002 рік) |
| ----------------------------------- | ----------------------------------- | ----------------------------------- | ----------------------------------- | ----------------------------------- |
| Мова:                               |                                     |                                     | Відсоток:                           |                                     |
| македонська                         | македонська                         |                                     | 66.5%                               | 66.5%                               |
| албанська                           | албанська                           |                                     | 25.1%                               | 25.1%                               |
| турецька                            | турецька                            |                                     | 3.5%                                | 3.5%                                |
| циганська                           | циганська                           |                                     | 1.9%                                | 1.9%                                |
| сербська                            | сербська                            |                                     | 1.2%                                | 1.2%                                |
| інші                                | інші                                |                                     | 1.8%                                | 1.8%                                |

Офіційні мови: македонська (південнослов'янська група мов) — розмовляє 66,5 % населення країни (1,3 млн осіб), албанська — 25,1 % (508 тис. осіб). Інші поширені мови: турецька — 3,5 % (38,5 тис. осіб), циганська — 1,9 % (24,7 тис. осіб), сербська 1,2 % (8,5 тис. осіб), інші мови — 1,8 % (оцінка 2002 року). Північна Македонія, як член Ради Європи, 25 липня 1996 року підписала, але не ратифікувала Європейську хартію регіональних мов. Регіональними мовами визнані: албанська, циганська.

## Релігії
| Релігії в Північній Македонії (2002 рік) | Релігії в Північній Македонії (2002 рік) | Релігії в Північній Македонії (2002 рік) | Релігії в Північній Македонії (2002 рік) | Релігії в Північній Македонії (2002 рік) |
| ---------------------------------------- | ---------------------------------------- | ---------------------------------------- | ---------------------------------------- | ---------------------------------------- |
| Віросповідання:                          |                                          |                                          | Відсоток:                                |                                          |
| православні                              | православні                              |                                          | 64.8%                                    | 64.8%                                    |
| християни                                | християни                                |                                          | 0.4%                                     | 0.4%                                     |
| мусульмани                               | мусульмани                               |                                          | 33.3%                                    | 33.3%                                    |
| агностики                                | агностики                                |                                          | 1.5%                                     | 1.5%                                     |

Головні релігії й вірування, які сповідує, і конфесії та церковні організації, до яких відносить себе населення країни: македонське православ'я — 64,8 %, інші течії християнства — 0,4 %, іслам — 33,3 %, не визначились — 1,5 % (станом на 2002 рік).

## Освіта
Рівень письменності 2015 року становив 97,8 % дорослого населення (віком від 15 років): 98,8 % — серед чоловіків, 96,8 % — серед жінок. Середня тривалість освіти становить 13 років, для хлопців — до 13 років, для дівчат — до 13 років (станом на 2012 рік).

## Охорона здоров'я
Забезпеченість лікарями у країні на рівні 2,62 лікаря на 1000 мешканців (станом на 2009 рік). Забезпеченість лікарняними ліжками в стаціонарах — 4,5 ліжка на 1000 мешканців (станом на 2011 рік). Загальні витрати на охорону здоров'я 2014 року становили 6,5 % ВВП країни (79-те місце у світі).
Смертність немовлят до 1 року, станом на 2015 рік, становила 7,7 ‰ (156-те місце у світі); хлопчиків — 7,96 ‰, дівчаток — 7,42 ‰. Рівень материнської смертності 2015 року становив 8 випадків на 100 тис. народжень (153-тє місце у світі).
Північна Македонія входить до складу ряду міжнародних організацій: Міжнародного руху (ICRM) і Міжнародної федерації товариств Червоного Хреста і Червоного Півмісяця (IFRCS), Дитячого фонду ООН (UNISEF), Всесвітньої організації охорони здоров'я (WHO).

### Захворювання
2013 року зареєстровано 200 хворих на СНІД (126-те місце у світі), це 0,01 % населення в репродуктивному віці 15—49 років (131-ше місце у світі). Смертність 2014 року від цієї хвороби становила приблизно 100 осіб (106-те місце у світі).
Частка дорослого населення з високим індексом маси тіла 2014 року становила 20,8 % (92-ге місце у світі); частка дітей віком до 5 років зі зниженою масою тіла становила 1,3 % (оцінка на 2011 рік). Ця статистика показує як власне стан харчування, так і наявну/гіпотетичну поширеність різних захворювань.

### Санітарія
Доступ до облаштованих джерел питної води 2015 року мало 99,8 % населення в містах і 98,9 % в сільській місцевості; загалом 99,4 % населення країни. Відсоток забезпеченості населення доступом до облаштованого водовідведення (каналізація, септик): в містах — 97,2 %, в сільській місцевості — 82,6 %, загалом по країні — 90,9 % (станом на 2015 рік). Споживання прісної води, станом на 2007 рік, дорівнює 1,03 км³ на рік, або 502 тонни на одного мешканця на рік: з яких 21 % припадає на побутові, 67 % — на промислові, 12 % — на сільськогосподарські потреби.

## Соціально-економічне становище
Співвідношення осіб, що в економічному плані залежать від інших, до осіб працездатного віку (15—64 роки) загалом становить 41,4 % (станом на 2015 рік): частка дітей — 24 %; частка осіб похилого віку — 17,4 %, або 5,7 потенційно працездатних на 1 пенсіонера. Загалом ці показники характеризують рівень потреби державної допомоги в секторах освіти, охорони здоров'я та пенсійного забезпечення, відповідно. За межею бідності 2011 року перебувало 30,4 % населення країни.
Розподіл доходів домогосподарств у країні має такий вигляд: нижній дециль — 2,2 %, верхній дециль — 34,5 % (станом на 2009 рік).
Станом на 2016 рік, уся країна електрифікована, усе населення країни мало доступ до електромереж. Рівень проникнення інтернет-технологій високий. Станом на липень 2015 року в країні налічувалось 1,475 млн унікальних інтернет-користувачів (121-ше місце у світі), що становило 70,4 % загальної кількості населення країни.

### Трудові ресурси
Загальні трудові ресурси 2015 року становили 961,900 осіб (145-те місце у світі). Зайнятість економічно активного населення у господарстві країни розподіляється таким чином: аграрне, лісове і рибне господарства — 18,3 %; промисловість і будівництво — 29,1 %; сфера послуг — 52,6 % (станом на 2014 рік). 16,78 тис. дітей у віці від 5 до 14 років (6 % загальної кількості) 2005 року були залучені до дитячої праці. Безробіття 2015 року дорівнювало 26,9 % працездатного населення, 2014 року — 28 % (181-ше місце у світі); серед молоді у віці 15—24 років ця частка становила 53,1 %, серед юнаків — 52 %, серед дівчат — 55 % (4-те місце у світі).

## Кримінал

### Наркотики

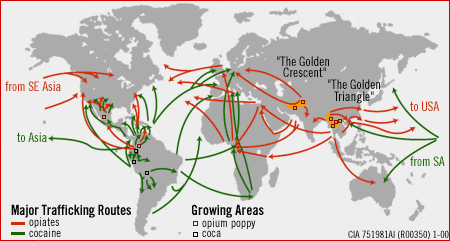
Світові маршрути наркотрафіку

Головний перевалочний пункт для південно-східноазійського героїну та гашишу, наркотрафіку південноамериканського кокаїну до Європи; відмивання грошей залишається великою проблемою через перенасичення національної економіки готівковими коштами.

### Торгівля людьми
Згідно зі щорічною доповіддю про торгівлю людьми (англ. Trafficking in Persons Report) Управління з моніторингу та боротьби з торгівлею людьми Державного департаменту США, уряд Північної Македонії докладає всіх можливих зусиль у боротьбі з явищем примусової праці, сексуальної експлуатації, незаконною торгівлею внутрішніми органами, законодавство відповідає всім вимогам американського закону 2000 року щодо захисту жертв (англ. Trafficking Victims Protection Act’s), держава перебуває у списку першого рівня.

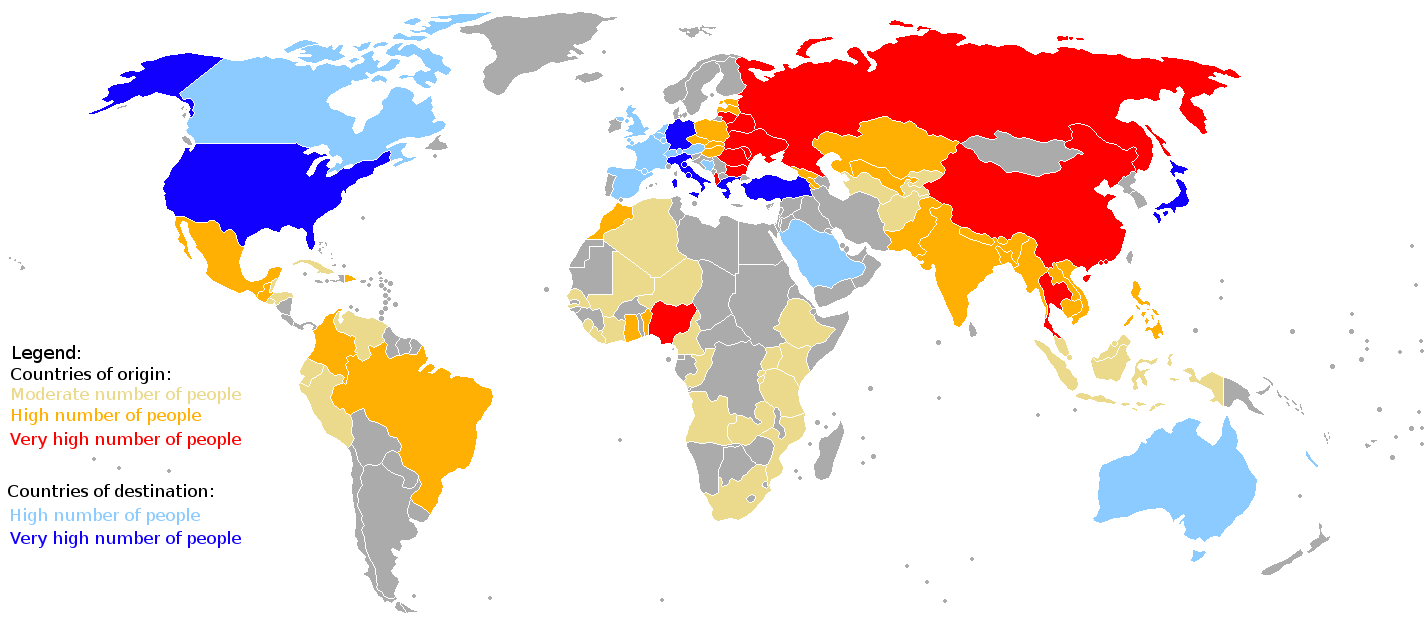
Країни-донори (червоний) і країни-реципієнти кримінальних потоків  (англ.)
Глобальна боротьба з торгівлею людьми (англ.)

## Гендерний стан
Статеве співвідношення (оцінка 2015 року):
- при народженні — 1,08 особи чоловічої статі на 1 особу жіночої;
- у віці до 14 років — 1,07 особи чоловічої статі на 1 особу жіночої;
- у віці 15—24 років — 1,07 особи чоловічої статі на 1 особу жіночої;
- у віці 25—54 років — 1,03 особи чоловічої статі на 1 особу жіночої;
- у віці 55—64 років — 0,96 особи чоловічої статі на 1 особу жіночої;
- у віці старше за 64 роки — 0,75 особи чоловічої статі на 1 особу жіночої;
- загалом — 0,99 особи чоловічої статі на 1 особу жіночої[1].

## Демографічні дослідження
Демографічні дослідження у країні ведуться рядом державних і наукових установ:
- Державна статистична служба Північної Македонії.

### Переписи
2002 року в країні проведено загальнодержавний перепис населення, чисельність наявного населення становила 2 022 547 осіб.

### Українською
- Атлас. 10—11 клас. Економічна і соціальна географія світу / упорядники :  О. Я. Скуратович, Н. І. Чанцева. — К. : ДНВП «Картографія», 2010. — ISBN 978-966-475-639-3.
- Атлас світу / голов. ред. І. С. Руденко ; зав. ред. В. В. Радченко ; відп. ред. О. В. Вакуленко. — К. : ДНВП «Картографія», 2005. — 336 с. — ISBN 9666315467.
- Безуглий В. В. Економічна і соціальна географія зарубіжних країн : Навчальний посібник. — К. : ВЦ «Академія», 2007. — 704 с. — ISBN 978-966-580-239-6.
- Безуглий В. В., Козинець С. В. Регіональна економічна і соціальна географія світу : Навчальний посібник. — видання 2-ге, доп., перероб. — К. : ВЦ «Академія», 2007. — 688 с. — ISBN 966-580-144-9.
- Гудзеляк І. І. Географія населення: Навчальний посібник / І. Гудзеляк. — Л. : Видавничий центр ЛНУ імені Івана Франка, 2008. — 232 с. — ISBN 978-966-613-599-8.
- Дахно І. І. Країни світу: Енциклопедичний довідник / І. І. Дахно, С. М. Тимофієв. — К. : Мапа, 2011. — 606 с. — (Бібліотека нового українця) — ISBN 978-966-8804-23-6.
- Дахно І. І. Економічна географія зарубіжних країн : навчальний посібник. — К. : Центр учбової літератури, 2014. — 319 с. — ISBN 978-611-01-0682-5.
- Джаман В. О. Регіональні системи розселення: демографічні аспекти. — Чернівці : Рута, 2003. — 392 с. — ISBN 9665685988.
- Дорошенко Л. С. Демографія: Навчальний посібник. — К. : МАУП, 2005. — 112 с. — ISBN 966-608-442-2.
- Дубович І. А. Країнознавчий словник-довідник. — 5-те вид., перероб. і доп. — К. : Знання, 2008. — 839 с. — ISBN 978-966-346-330-8.
- Економічна і соціальна географія країн світу. Навчальний посібник / За ред. Кузика С. П. — Л. : Світ, 2002. — 672 с. — ISBN 966-603-178-7.
- Загальна медична географія світу / В. О. Шевченко [та ін.] — К. : [б.в.], 1998. — 178 с.
- Крисаченко В. С. Динаміка населення: Популяційні, етнічні та глобальні виміри. — К. : Видавництво Національного інституту стратегічних досліджень, 2005. — 368 с. — ISBN 966-554-083-1.
- Любіцева О. О., Мезенцев К. В., Павлов С. В. Географія релігій. — К. : АртЕК, 1999. — 504 с. — ISBN 966-505-006-0.
- Масляк П. О. Країнознавство. — К. : Знання, 2007. — 292 с. — (Вища освіта XXI століття)
- Масляк П. О., Дахно І. І. Економічна і соціальна географія світу / П. О. Масляк, І. І. Дахно ; за ред. П. О. Масляка. — К. : Вежа, 2003. — 280 с. — ISBN 966-7091-53-8.

### Російською
- (рос.) Югославия // Демографический энциклопедический словарь / главн. ред. Валентей Д. И. — М. : Советская энциклопедия, 1985. — 608 с.
- (рос.) Югославия // Страны и народы. Зарубежная Европа. Восточная Европа / Редкол. : В. П. Максаковский (отв. ред.), Ю. В. Иванова и др. — М. : «Мысль», 1980. — 349 с. — (Страны и народы) — 180 тис. прим.
- (рос.) Атлас народов мира / Отв. ред. С. И. Брук и В. С. Апенченко. — М. : ГУГК ГГК СССР и Институт этнографии им. Н. Н. Миклухо-Маклая АН СССР, 1964. — 185 с. — 20 тис. прим.
- (рос.) Численность и расселение народов мира. Этнографические очерки / под ред. С. И. Брука. — М. : Издательство АН СССР, 1962. — 487 с.
- (рос.) Лаппо Г. М. География городов: Учебное пособие для географических факультетов вузов. — М. : Туманит, изд. центр ВЛАДОС, 1997. — 476 с. — ISBN 5-691-00047-0.
- (рос.) Урланис Б. Ц. Рост населения в Европе (опыт исчисления). — М. : ОГИЗ-Госполитиздат, 1941. — 436 с.
- (рос.) Ягельский А. География населения. — М. : Прогресс, 1980. — 383 с.